# Rudolf Wenck
Rudolf Ferdinand Wenck (* 23. August 1820 in Leipzig; † 23. Juli 1880 in Leipzig) war ein deutscher Reichsgerichtsrat.

## Leben
Der Sohn des Leipziger Juraprofessors Karl Friedrich Christian Wenck studierte u. a. in Leipzig und Heidelberg Rechtswissenschaften. Er war evangelisch. 1844 wurde er in Leipzig promoviert. Er schloss sich im Vormärz dem liberalen Kreis der „Maikäfer“ in Leipzig an. 1841 wurde der Sachse vereidigt. Am 4. Februar 1848 wurde ihm die Zulassungsurkunde zur juristischen Praxis im Königreich Sachsen erteilt.
1848 war er Mitglied der Leipziger Organisationen der Liberalen („Deutscher Verein“)
Eine Wahl des Leipziger Stadtrats 1860 zum Polizeidirektor und Stadtrat auf Lebenszeit lehnte er ab. 1863 wurde er Appellationsgerichtsrat. 1873 ernannte man ihn zum Vizepräsidenten des Appellationsgerichts Leipzig. 1879 kam er an das neugegründete Reichsgericht. Er war im II. Strafsenat tätig. Er verstarb im Amt und wurde im Wenckschen Erbbegräbnis in der VIII. Abteilung des Neuen Johannisfriedhofs beerdigt.

## Familie
Wenck heiratete 1849 Anna Georgi, die Tochter von Robert Georgi. Sein Sohn Karl Wenck wurde wie dessen Onkel Woldemar Wenck (1819–1905) und dessen Urgroßvater Friedrich August Wilhelm Wenck Historiker und heiratete die Tochter des Reichsoberhandelsgerichtsrats Adolph Schliemann.

## Schriften
- Meditationes ad institoriam actionem. Dissertation. Leipzig 1844. (Digitalisat der BSB)
- Reise über Annaberg nach Töplitz, Prag, Carlsbad und Eger. Vom 7.–26. Juli 1835.[4]
- Tagebuch 1835.[4]
- Brief Rudolph Wencks an Carl Joseph Anton Mittermaier vom 23. Dezember 1844.[9]
- Die Königlich Sächsische Civilproceßnovelle: das Gesetz, die Abkürzung und Vereinfachung des bürgerlichen Proceßverfahrens betreffend, vom 30. Decbr. 1861. 2 Auflagen. Leipzig 1861 und 1866.
- Verordnung, das Verfahren in nichtstreitigen Rechtssachen betreffend, und Ein- und Ausführungsverordnung zum bürgerlichen Gesetzbuch für das Königreich Sachsen vom 9. Januar 1865. Leipzig 1865.